# Otto Albrecht Isbert
Otto Albrecht Isbert, född 1 april 1901 Haguenau, död 23 februari 1986 i Gengenbach, var en tysk yogalärare och författare av framförallt yogaanknuten litteratur.